# Lorenz Fischer (Fußballspieler)
Lorenz Fischer (* 2. November 1934; † 8. September 2024) war ein deutscher Fußballspieler. Der Torhüter hatte beim VfB Stuttgart in der Bundesliga in der Debütsaison 1963/64 ein Spiel und davor in der erstklassigen Oberliga Süd vier Spiele absolviert.

## Karriere
Fischer kam 1957 von der Sportgemeinschaft 07 Untertürkheim als Torwart zum VfB Stuttgart. Beim Gewinn des Pokals 1958 hatte er keinen Spielanteil. Als Ersatzmann hinter der unumstrittenen Nummer eins, Günter Sawitzki, bestritt er in der Oberliga Süd bis 1963 vier Punktspiele. Unter Trainer Georg Wurzer debütierte der Ersatztorhüter am 27. November 1960 bei einer 1:2-Heimniederlage gegen Ulm 1846 in der Oberliga. Die ersten drei Runden war er beim VfB in der Punkterunde nicht zum Einsatz gekommen. Sein viertes und letztes Oberligaspiel bestritt er unter Wurzer-Nachfolger Kurt Baluses am 28. Oktober 1962 bei einem 2:1-Heimerfolg gegen Kickers Offenbach.
Am 9. Mai 1964 kam er am letzten Spieltag der Saison 1963/64 in der neu gegründeten Bundesliga gegen den 1. FC Köln zu seinem einzigen Bundesligaeinsatz. Der erste Bundesligameister gewann das Heimspiel vor 30.000 Zuschauern mit 2:1 und Fischer hatte im Zusammenspiel mit Hans Eisele, Günter Seibold, Rudi Entenmann, Klaus-Dieter Sieloff und Eberhard Pfisterer die Abwehr gebildet. Dem Bundesligadebütanten wurde eine prächtige Leistung zugesprochen. Nachdem er acht Jahre lang Günter Sawitzki bei jedem Ausfall vertreten hatte, wechselte er 1965 zur TSG Backnang in die württembergische Amateurliga. Bei der TSG erlebte Fischer in seinem zweiten Jahr, 1966/67, den Aufstieg in die zweitklassige Fußball-Regionalliga Süd. Zwar reichten die 18:50 Punkte 1967/68 für Backnang nicht zum Klassenerhalt, aber der 33-jährige Fischer zeigte in 30 Einsätzen an der Seite von Hans Krauß und Werner Weingärtner auch sein Leistungsvermögen als Regionalligatorhüter.
Von 1976 bis 1979 war er Cheftrainer von Viktoria Backnang. Lorenz Fischer wohnte zuletzt in Erbstetten.